# Gavotte (danse)
Pour les articles homonymes, voir Gavotte.
La gavotte (gavote ou gavot) est une danse ancienne populaire française, catégorie danse traditionnelle, devenue aussi une danse de salon.

## Histoire

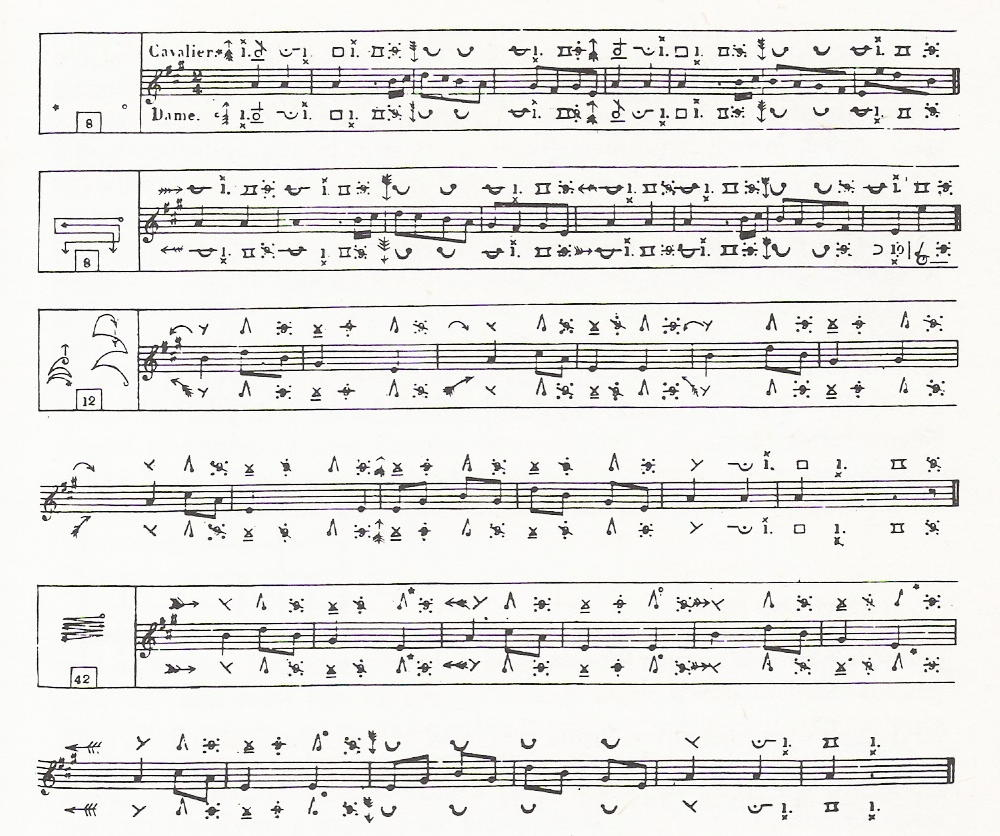
Gavotte de Vestris.

La gavotte est une danse d'origine populaire française, en chaîne ouverte, à rythme binaire, gaie et à mouvement modéré ou assez vif. Attestée dès le XVIe siècle dans différentes régions de France, elle est introduite à la cour sous la forme d'une danse de couple, très populaire sous Louis XIV, et devient une danse de bal et de théâtre à la fin du XVIIe siècle.
Cédant progressivement le pas à la contredanse naissante, la gavotte décline au cours du XVIIIe siècle, pour connaître un tournant à partir de 1785 : une chorégraphie de Maximilien Gardel, pour la comédie lyrique de Grétry Panurge dans l'île des lanternes, obtient un si vif succès qu'on nommera dorénavant gavotte de Vestris, le passage brillamment exécuté par le danseur Auguste Vestris. Elle fera le bonheur des bals du XIXe siècle et entrera même dans le répertoire de l'armée, devenant une épreuve obligatoire pour obtenir le brevet de « prévôt de danse ».
Au XXe siècle, Sergueï Prokofiev livre Quatre Gavottes, pour piano, en fait le troisième mouvement de sa Symphonie classique, à la place d'un menuet, et s'en sert également dans sa musique de scène pour Hamlet (1938).

### Étymologie
Diverses étymologies ont été proposées : pour certains, cette danse serait originaire de la région des Gaves ; pour d'autres, le terme viendrait d'un mot français signifiant « petit galop ».
Toutefois, l'étymologie généralement retenue par les spécialistes fait dériver le mot gavotte du terme gavot, qui désignait les habitants de la partie montagneuse de la Provence, habitants de Gap.

### Caractéristiques
La gavotte est de coupe binaire, écrite à 
 ou 
, avec ou sans anacrouse (levée d'une demi-mesure). Sa construction est à deux sections avec reprise pour chacune, de quatre ou huit mesures. Accentuée sur le premier temps, elle se caractérise fréquemment par le rythme  , et se termine sur un temps posé (thesis).
Pour Thoinot Arbeau, dans son Orchésographie (1589), la gavotte dérive du branle double, dont elle conserve la parenté rythmique. À l'audition, elle peut se confondre avec la bourrée, dont elle se différencie par la durée de la levée, et le tempo, en principe plus modéré.
Johann Joachim Quantz indique qu'elle « est presqu'égale au Rigaudon ; elle a un cependant un mouvement plus modéré ». Johann Gottfried Walther précise que la gavotte est « souvent rapide mais parfois lente » (Musicalisches Lexicon, Leipzig, 1732).

### Pas de gavotte
Le pas caractéristique de la gavotte a été repris dans d'autres danses. Pierre Rameau le décrit ainsi au XVIIIe siècle.
- 1. Le contretemps de gavotte (Rameau, p. 166) :
  - (&) en appui sur le pied gauche, la pointe droite en troisième position arrière, fléchir la jambe gauche
  - (1) saut sur place sur le pied gauche et étendant la jambe droite
  - (&) un pas du pied droit en avant, sur pointe
  - (2) un pas du pied gauche en avant, sur pointe
- 2. L'assemblé est un mouvement sauté qui, partant d'un appui simple ou double, conduit à une position fermée (pieds joints). L'assemblé sert souvent de conclusion aux autres pas :
  - (1) un saut retombant pieds joints, genoux fléchis, suivi presque aussitôt d'une extension
  - (2) pause, ou préparation du pas suivant
- 3. Le pas de gavotte se compose de deux parties, à savoir un contretemps (première mesure) suivi d'un assemblé (seconde mesure)

### Musique baroque
Dès le XVIIe siècle elle prend place au sein des danses secondaires de la suite baroque, avec les suites pour luth en tablatures incluses dans Les Trésors d'Orphée (Ballard, 1700) d'Antoine Francisque et reprise par les clavecinistes. Comme les autres « galanteries », elle s'insère généralement entre la sarabande et la gigue. Elle est parfois suivie d'une seconde gavotte  — chez Bach notamment — au ton homonyme (par exemple la majeur et la mineur) ou relatif (do majeur ou la mineur).
Rameau a écrit pour le clavecin une « gavotte variée » (Troisième Livre de pièces de clavecin, 1728), qui est un des sommets du répertoire de cet instrument.

## Danses traditionnelles

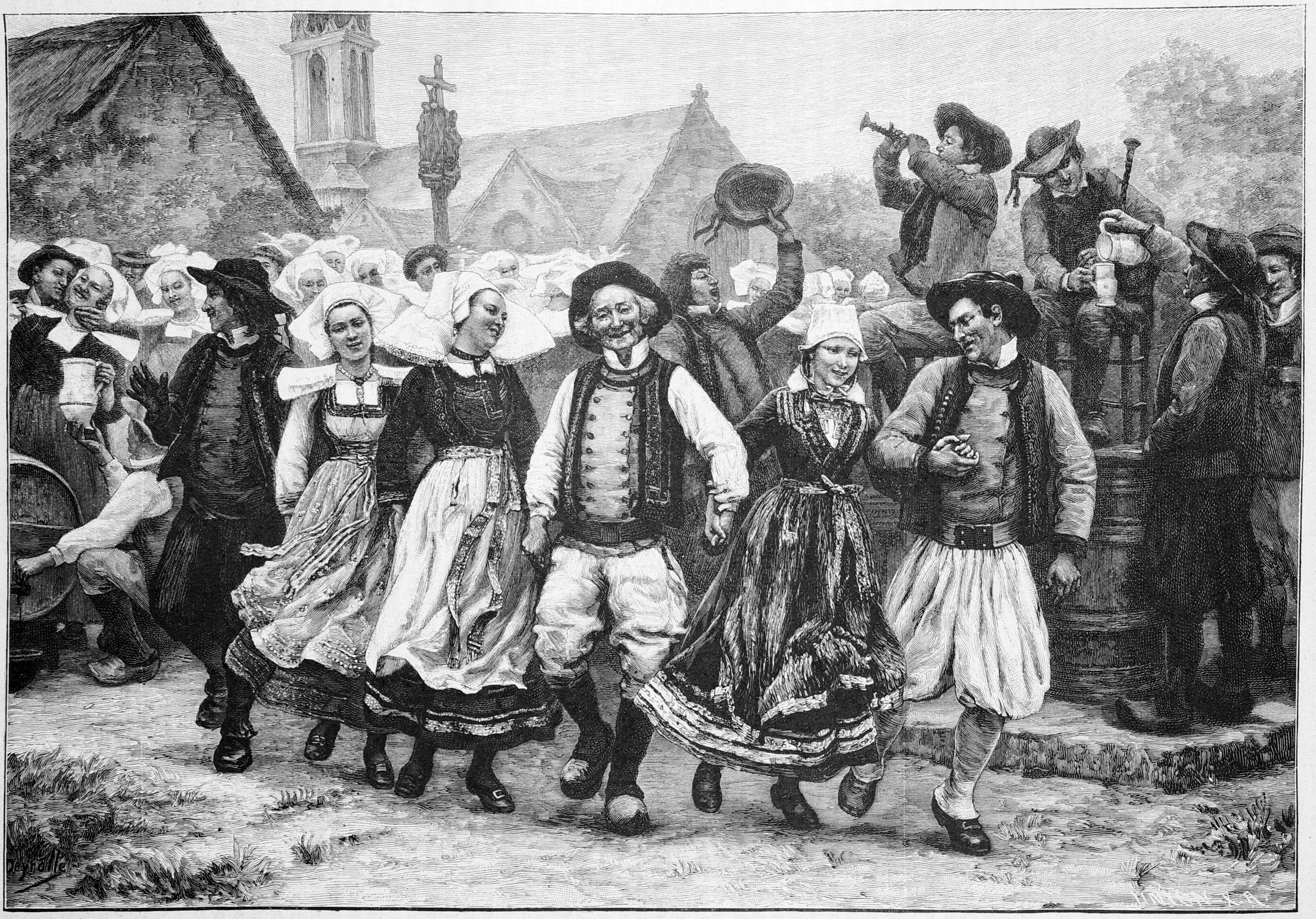
Théophile Deyrolle : Gavotte bretonne (1897, dessin).

Le terme de gavotte est devenue l'appellation vernaculaire de différentes danses : danse en chaîne, danse de couple, ronde au bouquet, danse militaire, voire quadrille, allant même jusqu'à devenir un terme générique pour la danse.
Un usage du terme de gavotte, attesté dès la fin du XVIIIe siècle dans la région de Quimper, est de désigner ainsi la danse bretonne initialement appelée dañs tro en breton.
Les gavottes bretonnes forment en fait une grande famille de danses avec de nombreuses variantes correspondant aux anciens terroirs (bro en breton) : gavotte de l'Aven, gavotte des montagnes, dañs fisel, gavotte glazik, gavotte kernevodez, etc.
Gérard Nédellec évoque, dans D'Armor et d'Argoat, l'année 1945 : « Après un bon repas pris en commun, quelques gavottes terminent la soirée ».

## Variantes
Une variante de la gavotte de l'aven a été initiée en 2003 par le groupe Djal avec le morceau Ivoirine. Elle est devenue très populaire dans les bals folks, la principale différence résidant dans un tempo abaissé et un style musical différent du canon esthétique en fin de tradition populaire. Afin de ne pas la confondre avec la  gavotte de l'Aven traditionnelle, certain la nomment 'gavotte caresse' ou 'gavotte de Grenoble' en lien avec l'origine de leur créateur.